# 15559 Abigailhines
A 15559 Abigailhines (ideiglenes jelöléssel 2000 GR23) a Naprendszer kisbolygóövében található aszteroida. A LINEAR projekt keretében fedezték fel 2000. április 5-én.